# Arkadij Andreasjan
Arkadij Andreasjan (ryska: Аркадий Георгиевич Андреасян, armeniska: Արկադի Անդրեասյան), född 11 augusti 1947 i Baku, Azerbajdzjanska SSR, död 23 december 2020 i Baku, var en armenisk fotbollsspelare som medverkade i det sovjetiska landslag som tog OS-brons i fotbollsturneringen vid de olympiska sommarspelen 1972 i München.